# Рубцов, Виктор Данилович
Ви́ктор Дани́лович Рубцо́в — советский кораблестроитель, конструктор корабельного проекта 1164.

## Биография
Руководитель коллектива проектировщиков Северного ПКБ, которые разработали проектные предложения проекта 1164 — советских ракетных крейсеров.
В настоящее время три крейсера этого проекта находятся в составе ВМФ России:
- «Москва» (бывшее название — «Слава») является флагманом Черноморского флота,
- «Маршал Устинов» входит в состав Северного флота,
- «Варяг» — флагман Тихоокеанского флота.

## Награды
- орден Ленина